# درزون (أمجز)
درزون (بالفارسية: درزرون) هي قرية تقع في إيران في قسم أمجز الريفي. يقدر عدد سكانها بـ 0 نسمة بحسب إحصاء 2016.